# Roger Pearson
Roger Pearson (Londra, 21 agosto 1927 – Washington, 4 gennaio 2023) è stato un antropologo, politico e editore britannico.
Antropologo, già docente universitario,  oltre che uomo d'affari, politico di estrema destra ed editore prolifico ed eterogeneo, è anche l'editore ed il fondatore del Journal of Indo-European Studies.